# 113395 Curtniebur
113395 Curtniebur è un asteroide della fascia principale. Scoperto nel 2002, presenta un'orbita caratterizzata da un semiasse maggiore pari a 2,7727515 au e da un'eccentricità di 0,0609027, inclinata di 6,09711° rispetto all'eclittica.